# Peridomicílio
Peridomicílio é definido como a área externa de uma residência, em um raio não superior a cem metros. O termo é especialmente empregado na epidemiologia e em questões de saúde pública para fazer referência ao comportamento de algumas espécies de insetos vetores de doenças, como o Aedes aegypti, que é vetor do vírus da dengue. As ações de controle de tais mosquitos são executadas no ambiente peridomiciliar, ou seja, no entorno do imóvel, que é a área onde o mosquito costuma se reproduzir e permanecer até entrar no domicílio para picar a vítima e se alimentar do seu sangue. 